# Патраков, Александр Михайлович
Александр Михайлович Патраков (22 сентября 1948, Челябинск — 6 ноября 2024, Казань) — советский и российский театральный художник, мастер театрального костюма и график. Заслуженный деятель искусств РСФСР (1986), народный художник Республики Татарстан (2002), лауреат Государственной премии Республики Татарстан имени Г. Тукая (2000).

## Биография
Родился 22 сентября 1948 года в городе Челябинск. Окончил педагогическое отделение Свердловского художественного училища (1964—1969); Высшие режиссерские курсы при ГИТИСе им. Луначарского, отделение «художник драматических театров, руководитель — народный художник СССР, член-корреспондент АХ СССР А. П. Васильев (1972—1973).
С 1973 года работал художником-постановщиком и главным художником в театрах Челябинска, Новокузнецка, Куйбышева, Ярославля (1978—1983), Читы (1984—1987), Ростова-на-Дону (1986—1997). Работал над созданием спектаклей с такими российскими режиссерами как Григорий Дитятковский, Игорь Коняев, Владимир Воронцов, Леонид Топчиев, Владимир Кузьмин.
Более 30 лет, с 1997 года служил главным художником в Казанском академическом русском Большом драматическом театре им. В.И.Качалова. За годы работы в нём оформил более 120 спектаклей по произведениям русской, мировой и современной драматургии. На протяжении всей своей профессиональной деятельности работал в творческом тандеме с режиссёром Александром Славутским.
Поставил более 120 спектаклей. Основные спектакли на сцене Казанского академического русского Большого драматического театра им. В. И. Качалова совместно с режиссером А. Я. Славутским. Кроме этого работал в театрах Челябинска, Новокузнецка, Куйбышева, Ярославля, Читы, Ростова-на-Дону.
Критики отмечают характерный стиль Патракова, заключающийся в сочетании живописности и конструктивности, инженерной вычисленности сценографических решений, метафоричности со сложными уподоблениями и одновременно и узнаваемости бытовых деталей. Его сценографию они считают не фоном, а несущей в себе идею, действующую в спектаклях. Созданные им костюмы рождают характер. Он был скрупулезен в цвете, форме и фактуре, иногда даже монохромен и не боялся плоскостей, из которых создавал глубокое пространство сцены.
Победитель в номинации «Лучшая сценография» на фестивале «Волга театральная» (2017) за спектакль «Безумный день, или Женитьба фигаро».
Скончался 6 ноября 2024 года на 77-м году жизни в Казани. Похоронен на кладбище «Курган».

## Награды и премии
- Орден «Дуслык»[14]
- Медаль ордена «За заслуги перед Республикой Татарстан»[14]
- Медаль «За доблестный труд»[14]
- Медаль «В память 1000-летия Казани»[14]
- Благодарность Президента Республики Татарстан[14]
- Заслуженный деятель искусств РСФСР
- Народный художник Республики Татарстан[14]
- Государственная премия Республики Татарстан имени Габдуллы Тукая (2000) — за сценографию к спектаклю «Скрипач на крыше».[13]